# Michaela Schwentner
Michaela Schwentner (* 28. Juli 1970 in Linz, Oberösterreich) ist eine österreichische Künstlerin und Filmemacherin.

## Leben und Schaffen
Michaela Schwentner studierte Theaterwissenschaft, Geschichte, Philosophie und Publizistik an der Universität Wien.
Seit 1997 ist sie als freischaffende Künstlerin tätig. Von 2006 bis 2013 unterrichtete sie am Institut für Experimentelle Gestaltung an der Kunstuniversität Linz. Seit 2013 ist sie als Lehrbeauftragte am Institut für Kunst und Design an der TU Wien und seit 2014 an der Filmakademie Wien tätig.
Schwentners frühe experimentelle Kurzfilme entstanden in Kooperation mit Musikern, Komponisten und Sound Artists wie Peter Rehberg, Pure, Radian, Paul Clouvel und beschäftigten sich primär mit der Visualisierung von Sound, wobei Abstraktion, Reduktion und formale Aspekte stark im Vordergrund standen.
Seit 2012 produziert Schwentner essayistische Kurzfilme, die sich mit philosophischen Fragen beschäftigen und das Prinzip der Inszenierung selbst thematisieren und reflektieren. Ihre Filme werden vom österreichischen Filmverleih sixpackfilm und vom französischen Vertrieb lightcone vertrieben. Ihre Filme wurden an internationalen Festivals gezeigt, darunter beim Sundance Film Festival, Edinburgh International Film Festival, Kurzfilmfestival Hamburg, International Film Festival Rotterdam, Cork Film Festival, London IFF, Holland Animation FF, New York Underground FF, der Transmediale Berlin und bei den Kurzfilmtagen Oberhausen. In Österreich wurden Schwentners Filme bei der Viennale, der Diagonale Graz, bei Crossing Europe Linz und bei Vienna Shorts gezeigt.
Schwentner ist darüber hinaus an zahlreichen internationalen Ausstellungen beteiligt.
2007 erhielt Schwentner den Outstanding Artist Award für Film.

## Schriften
- Schichtwechsel – Hackeln in Ebensee. Festival der Regionen 2015, Hg. Festival der Regionen, Ottensheim 2015
- Film Unframed. A History of Austrian Avant-garde Cinema. FilmmuseumSynemaPublikation, Ed. Peter Tscherkassky, Wien 2012
- Eindeutigkeiten sprengen. Kuratorische Praxis. Shedhalle 2009–2012, Ed. Anke Hoffmann, Yvonne Volkart. Zürich, 2012
- CrossMedia. Kunstverein Medienturm (ed.), Folio Verlag, Graz, 2007
- Le cinéma autrichien. In: Austriaca. Cahiers universitaires d‘information sur l‘AutricheN° 64, Presses universitaires de Rouen et du Havre 2007
- The Mozart Minute. Wiener Mozartjahr, Wien, 2006
- Abstraction Now. Norbert Pfaffenbichler, Sandro Droschl (ed.), Verlag Edition Camera Austria, Graz, 2004

## Video Compilations
- Visionary. Index DvD, Wien, 2009
- female:pressure DVD1. female:pressure, Wien, 2008
- Video Edition Austria. Release 02, Wien, 2008
- The Gift of Sound and Vision. Der österreichische Film. Edition Der Standard, Wien, 2007
- Radiostation. medien.kunst.tirol, Innsbruck, 2006
- Sonic Fiction. Synaesthetic Videos from Austria. Index DvD Edition, Wien, 2005
- Austrian Abstracts 02 | 005. Lanolin, Wien, 2005